# Ion Neculce
Pour la commune roumaine, voir Ion Neculce.
Ion Neculce , (1672–1745), était un écrivain, continuateur de l'oeuvre narrative de Miron Costin de l'histoire de la Moldavie.

## Œuvres
- Chroniques de Moldavie (ro) (de Dabija Vodă au second règne de Constantin Mavrocordat)

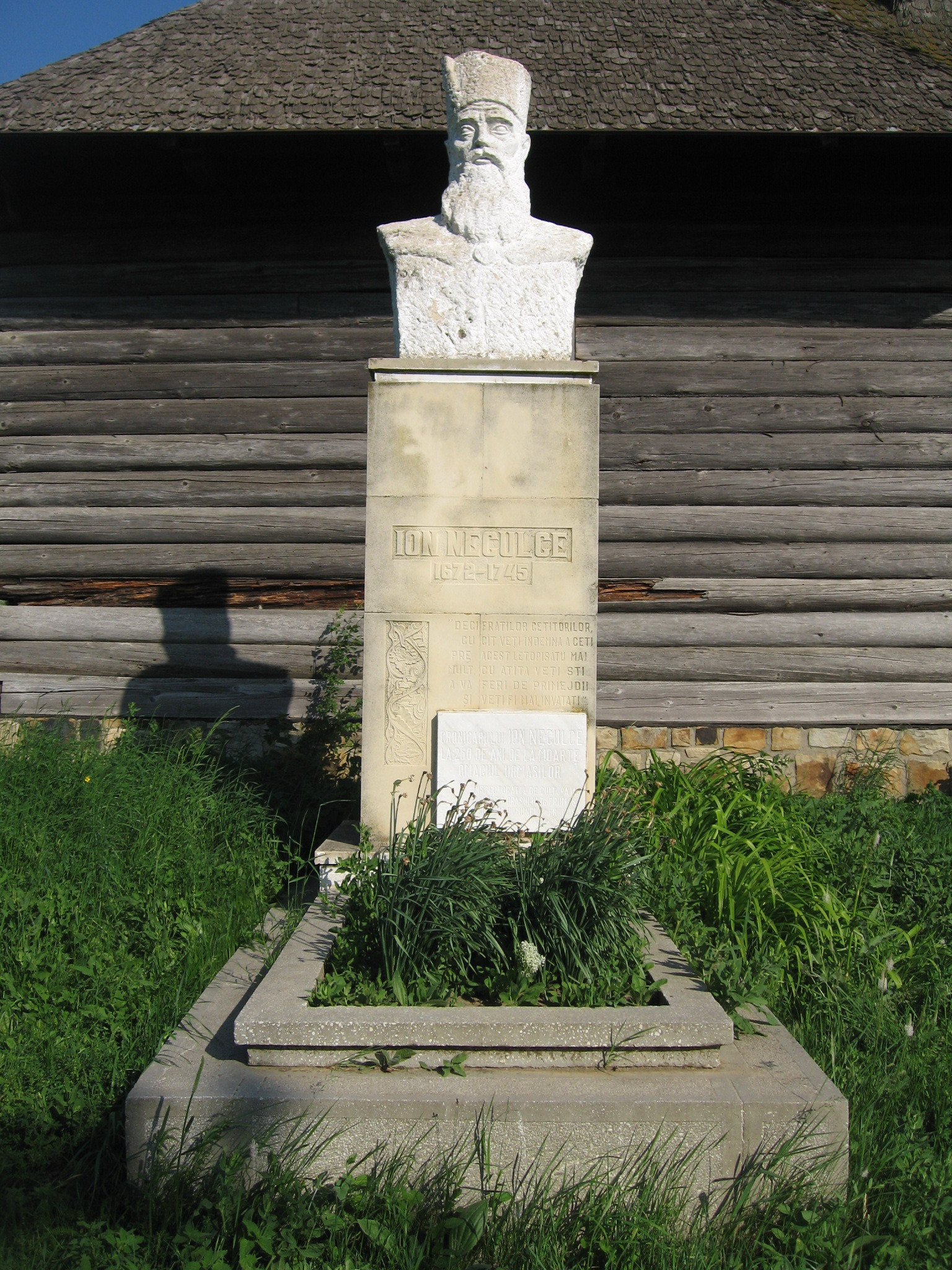
Sa tombe à Prigoreni.

- O samă de cuvinte (ro)